# Dave Murray
David Michael Murray (født 23. december 1956 i Edmonton, London) er en engelsk guitarist og sangskriver der er bedst kendt for at være en af de oprindelige medlemmer af heavy metal-bandet Iron Maiden. Han kom ind i gruppen kun to måneder efter de blev dannet i 1975.